# متروی گوانگجو
متروی گوانگجو (انگلیسی: Gwangju Metro) سیستم قطار شهری زیرزمینی در شهر گوانگجو، کره جنوبی است.
این مترو که در سال ۲۰۰۴ تأسیس شده دارای ۱ خط، ۲۰ ایستگاه و ۲۰٫۱ کیلومتر طول می‌باشد.

## نگارخانه

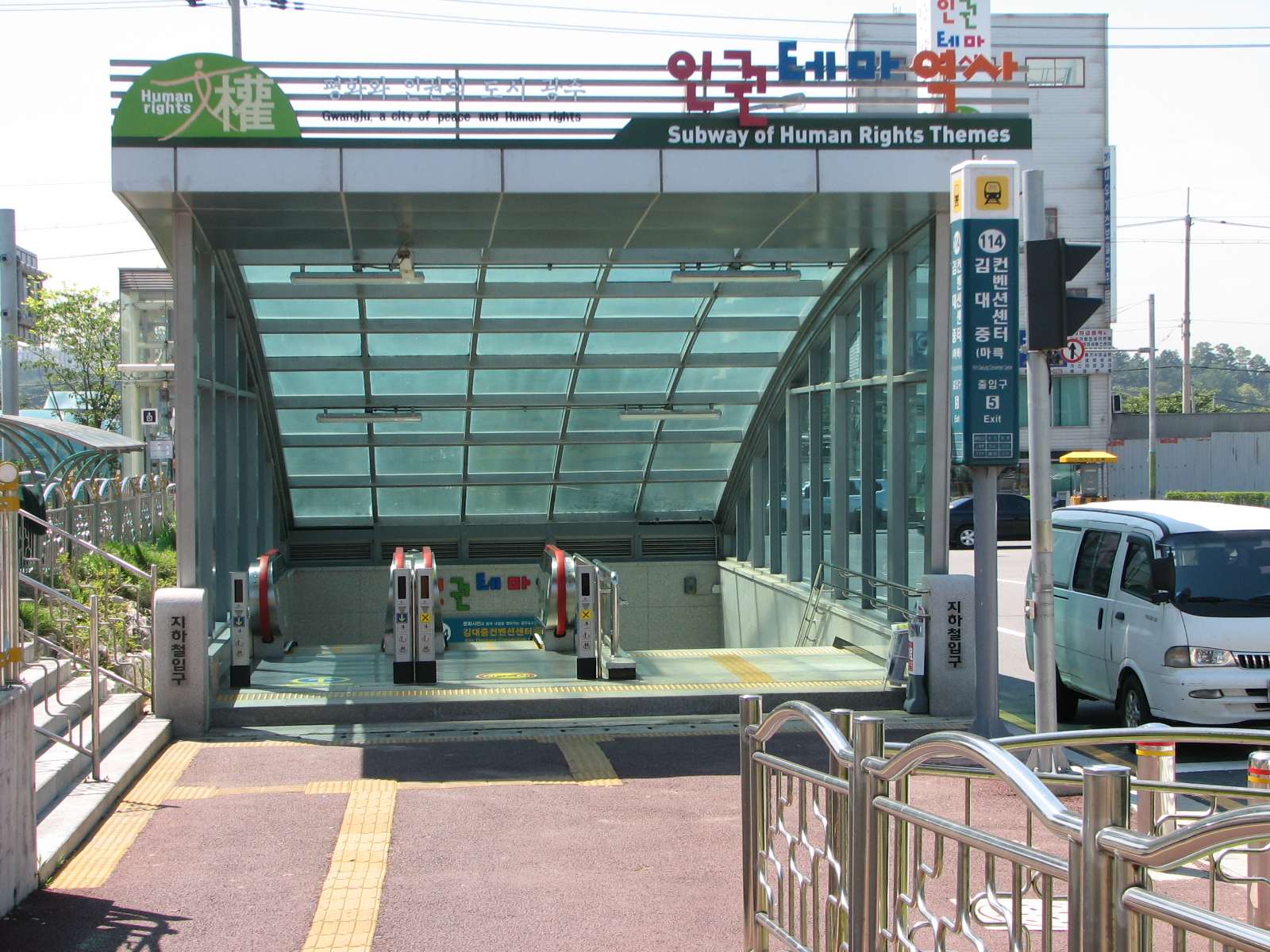
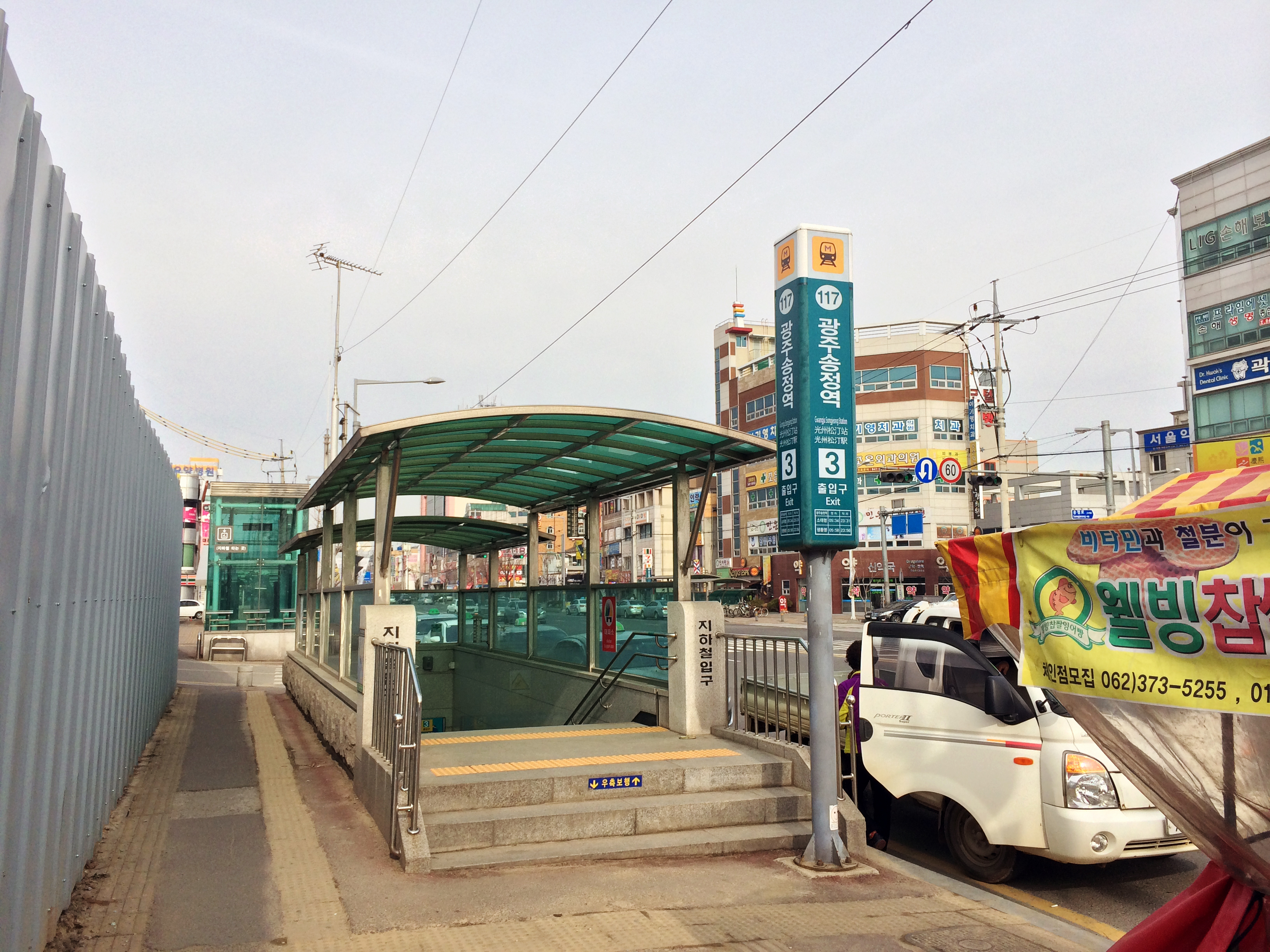
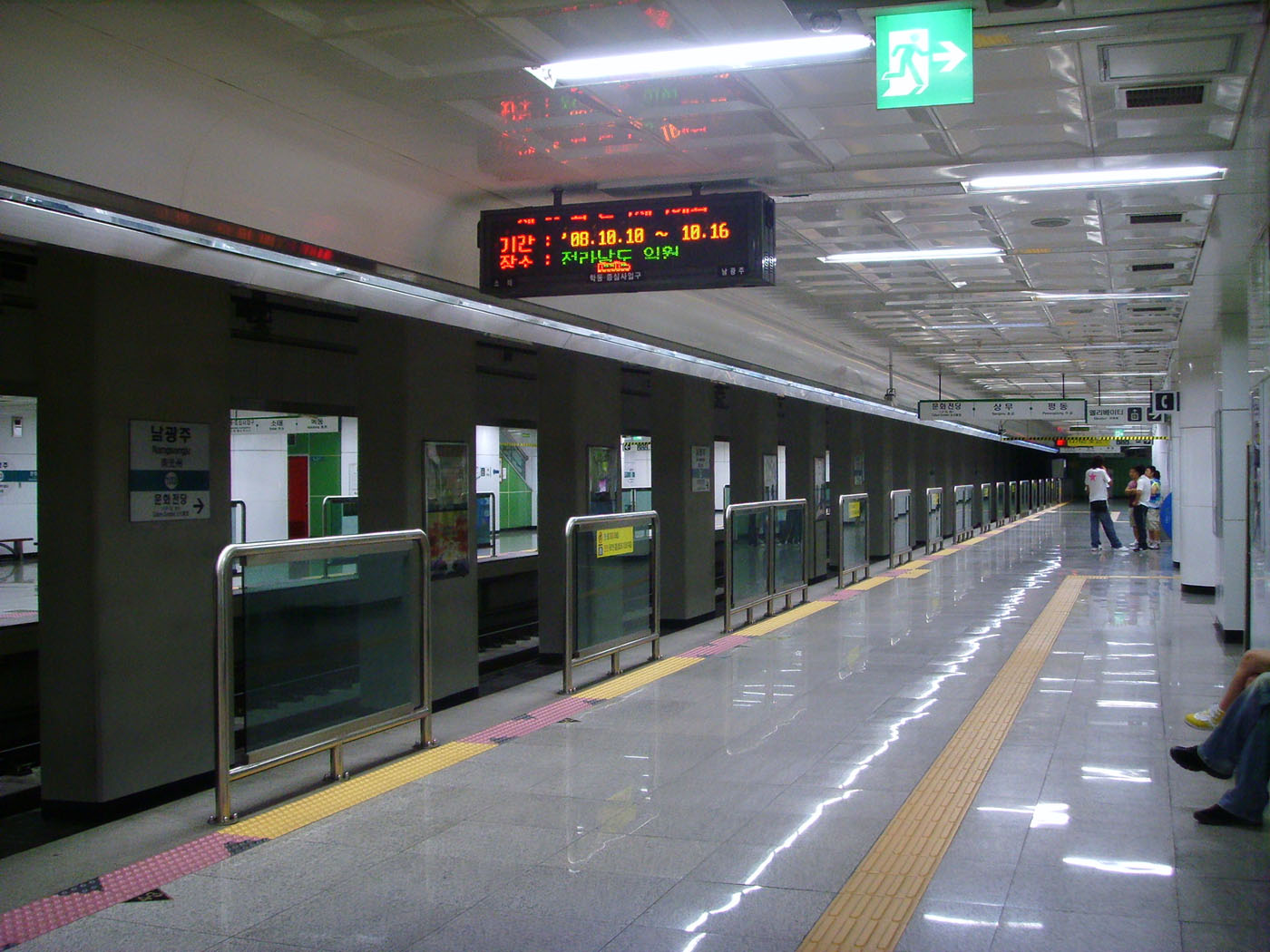
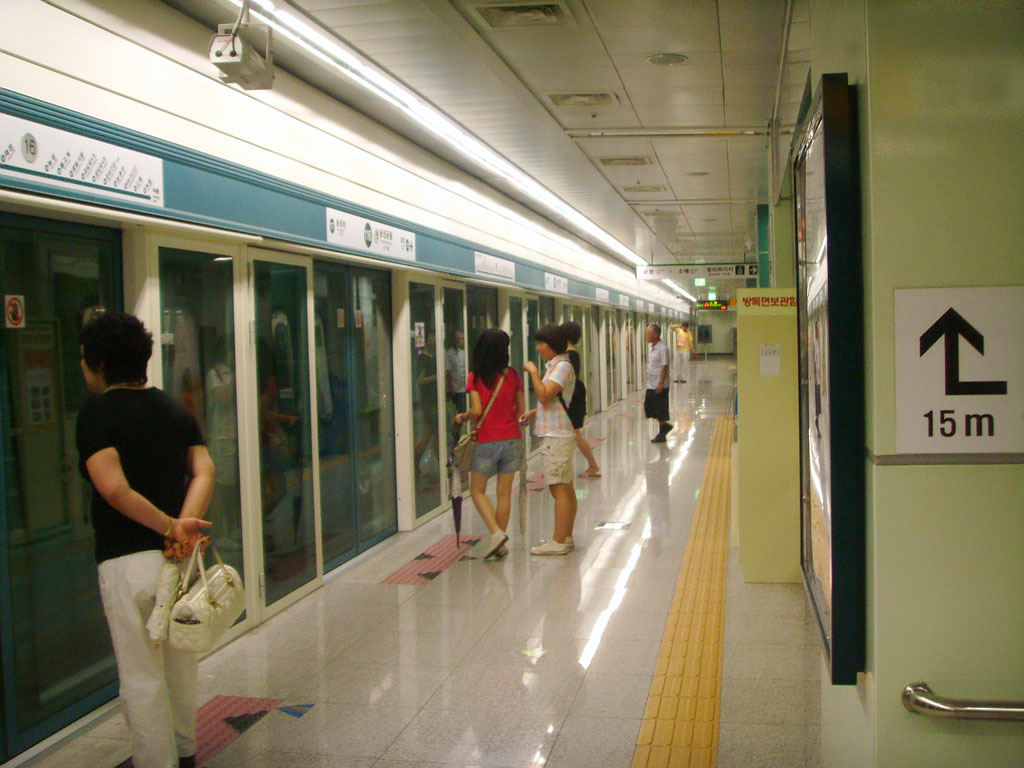
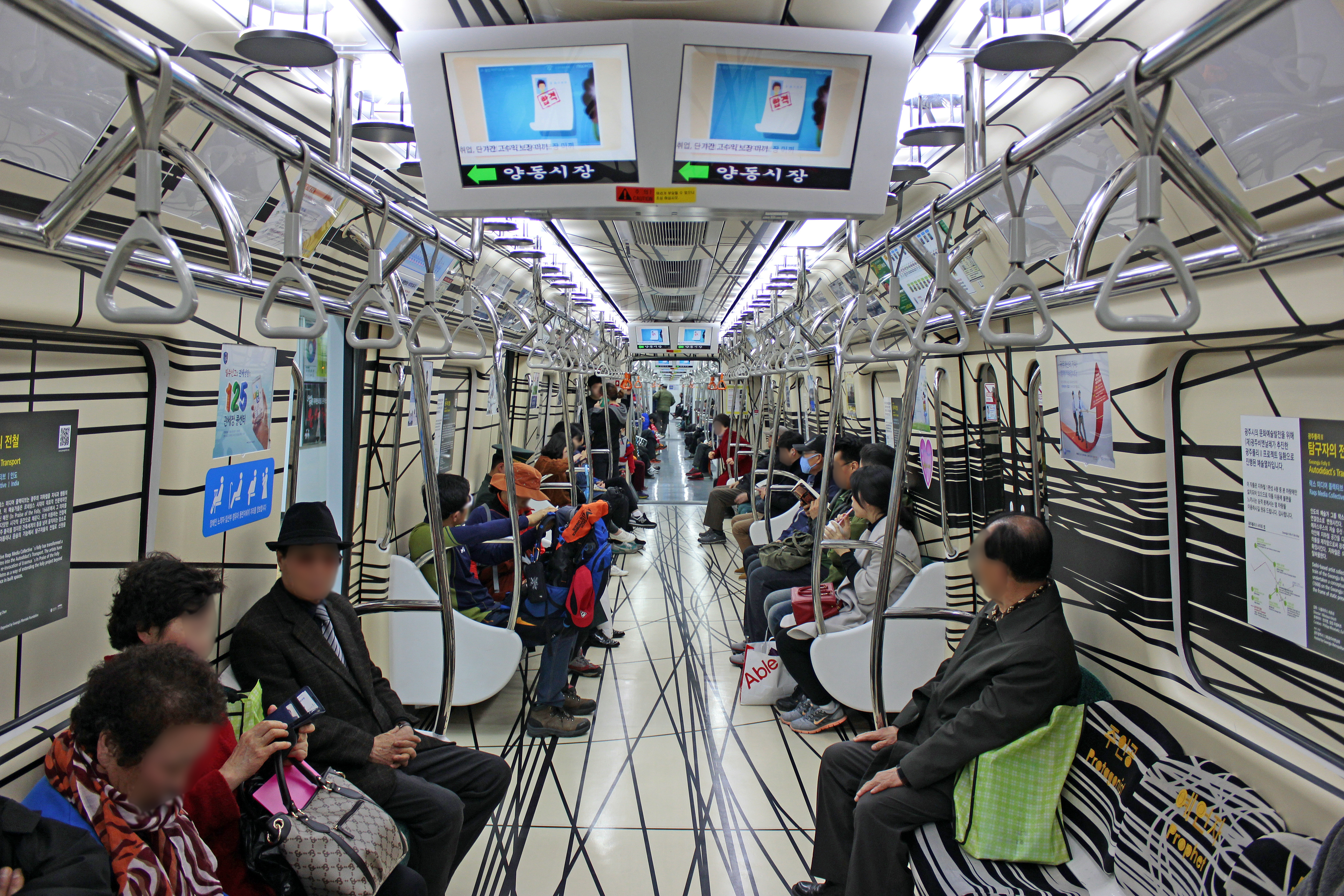
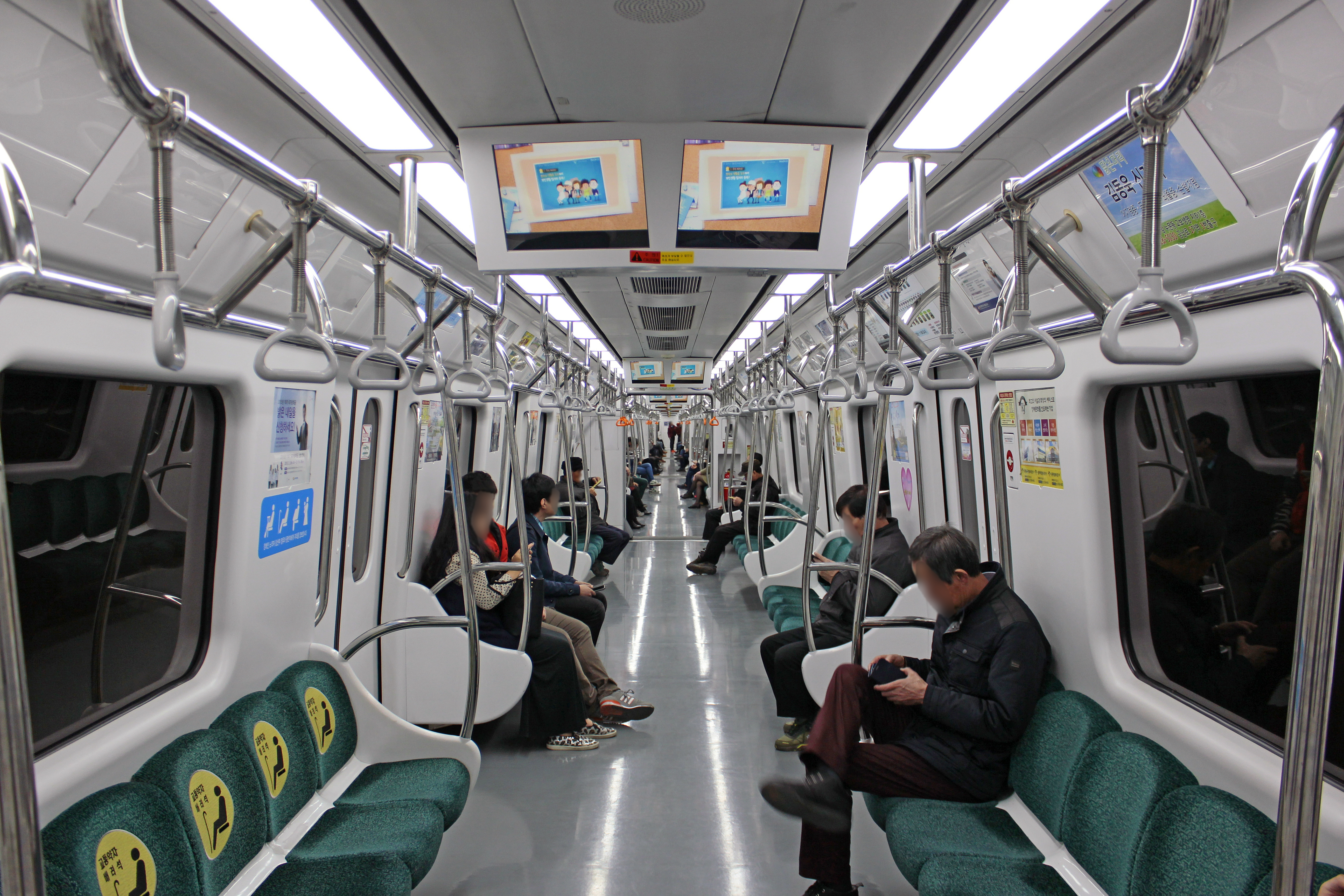